# Facundo Roncaglia
Facundo Sebastián Roncaglia (Chajarí, 10 februari 1987) is een Argentijns voetballer die doorgaans als centrale verdediger speelt. Hij verruilde Celta de Vigo in augustus 2019 voor Osasuna. Roncaglia debuteerde in 2013 in het Argentijns voetbalelftal.

## Clubcarrière
Roncaglia komt uit de jeugdopleiding van Boca Juniors. Daarvoor debuteerde hij op 21 oktober 2007 in de Argentijnse Primera División, tegen Estudiantes. Op 27 juli 2009 werd hij voor een seizoen verhuurd aan Espanyol. Hij speelde er onder coach Mauricio Pochettino in totaal 21 competitiewedstrijden, waarvan hij er vijftien in de basis mocht beginnen. Tijdens het seizoen 2011/12 verhuurde Boca Juniors Roncaglia aan Estudiantes. In juli 2012 was hij einde contract bij Boca Juniors. Op 11 juli 2012 tekende hij vervolgens een vierjarig contract bij Fiorentina. Hij speelde daar meestal in een 3-5-2-opstelling naast Gonzalo Rodríguez, Stefan Savić of Nenad Tomović. De club verhuurde hem gedurende het seizoen 2014/15 aan Genoa CFC.

## Interlandcarrière
Roncaglia maakte op 15 november 2013 onder leiding van bondscoach Alejandro Sabella zijn debuut in het Argentijns voetbalelftal, in een oefeninterland tegen Ecuador (0–0) in East Rutherford. Hij moest in dat duel na 63 minuten plaatsmaken voor Pablo Zabaleta.

## Erelijst
| Competitie                          |              |              |              |              |
| Competitie                          | Aantal       | Jaren        |              |              |
| Boca Juniors                        | Boca Juniors | Boca Juniors | Boca Juniors | Boca Juniors |
| ----------------------------------- | ------------ | ------------ | ------------ | ------------ |
| Primera División (Winnaar Apertura) | 2x           | 2008, 2011   |              |              |
| Copa Argentina                      | 1x           | 2011/12      |              |              |
| Estudiantes                         |              |              |              |              |
| Primera División (Winnaar Apertura) | 1x           | 2010         |              |              |
| Valencia CF                         |              |              |              |              |
| Copa del Rey                        | 1x           | 2018/19      |              |              |

1 Herrera ·
2 Vidal ·
3 Cruz ·
4 U. García  ·
5 Herrando ·
6 Torró ·
7 Moncayola ·
8 Ibáñez ·
9 Ra. García ·
10 Oroz ·
11 Barja ·
12 Areso ·
13 Fernández ·
14 Ru. García ·
15 Peña ·
16 Gómez ·
17 Budimir ·
18 Muñoz ·
19 Zaragoza ·
20 Arnáiz ·
21 Martínez ·
22 Boyomo ·
23 Bretones ·
24 Catena ·
27 Benito ·
Coach: Moreno
1 Romero ·
2 Garay ·
3 Roncaglia ·
4 Zabaleta ·
5 Gago ·
6 Biglia ·
7 Di María ·
8 Pereyra ·
9 Higuaín ·
10 Messi  ·
11 Agüero ·
12 Guzmán ·
13 Casco ·
14 Mascherano ·
15 Demichelis ·
16 Rojo ·
17 Otamendi ·
18 Tévez ·
19 Banega ·
20 Lamela ·
21 Pastore ·
22 Lavezzi ·
23 Andújar ·
23 Marchesín ·
Coach: Martino
1 Romero ·
2 Maidana ·
3 Roncaglia ·
4 Mercado ·
5 Kranevitter ·
6 Biglia ·
7 Di María ·
8 Fernández ·
9 Higuaín ·
10 Messi  ·
11 Agüero ·
12 Guzmán ·
13 Funes Mori ·
14 Mascherano ·
15 Cuesta ·
16 Rojo ·
17 Otamendi ·
18 Lamela ·
19 Banega ·
20 Gaitán ·
21 Pastore ·
22 Lavezzi ·
23 Andújar ·
Coach: Martino